# Chelonoidis becki
Chelonoidis becki је гмизавац из реда Testudines и фамилије Testudinidae.

## Угроженост
Ова врста се сматра рањивом у погледу угрожености врсте од изумирања.

## Распрострањење
Ареал врсте је ограничен на једну државу, Еквадор. Присутна је само на Галапагосу.

## Станиште
Врста живи на копну.